# 东兴寺街道
东兴寺街道，是中华人民共和国四川省自贡市自流井区下辖的一个街道办事处。

## 行政区划
东兴寺街道下辖以下地区：
钟云山社区、新华路社区、豆芽湾社区、檀木林社区、盐店街社区、交通路社区、火车站社区、三八路社区、红星社区、鸿鹤坝社区、伍家坝社区、解放桥社区、东兴寺社区和毛家坝社区。